# Candace Newmaker
Candace Elizabeth Newmaker, geboren als Candace Tiara Elmore (Lincolnton, 19 november 1989 – Evergreen, 18 april 2000) was een slachtoffer van kindermishandeling. Ze stikte op tienjarige leeftijd tijdens een zeventig minuten durende vasthoudtherapie. Het verhaal kreeg internationale bekendheid.

## Biografie
Candace en haar jongere broer en zus werden uit huis geplaatst wegens verwaarlozing en van elkaar gescheiden door een sociale instantie. Toen ze vijf jaar was werden de ouders, Angela en Todd Elmore, uit het ouderlijk gezag ontzet. Twee jaar later werd ze geadopteerd door Jeane Elizabeth Newmaker, een alleenstaande verpleegster uit Durham, in de Amerikaanse staat North Carolina. Enkele maanden na de adoptie bracht de vrouw Candace naar een psychiater wegens haar gedrag thuis. Het meisje kreeg medicatie, maar volgens de adoptiemoeder ging haar gedrag achteruit. Zo speelde ze regelmatig met vuur en doodde ze een goudvis.

### Therapie
In April 2000 reisde Candace en Jeane naar Evergreen voor een intensieve twee weken durende therapie met therapeuten Connell Watkins en Julie Ponder, op aanraden van een psycholoog. In de tweede week werd Candace ingepakt in een flanellen laken. Met het laken werd geprobeerd een baarmoeder na te bootsen. Ze werd verteld zichzelf hieruit te bevrijden, in de verwachting dat dit haar zou helpen zich te hechten aan haar adoptiemoeder. Ze werd hierbij echter tegengewerkt door vier volwassenen, die hun handen, voeten en zelfs kussens gebruikten om bevrijding te voorkomen, hoewel ze om hulp en lucht schreeuwde. Candace gaf meerdere keren aan dat ze bijna doodging, waarop Ponder antwoordde "You want to die? OK, then die. Go ahead, die right now". Twintig minuten later moest Candace hiervan zelfs overgeven. Toch werd ze vastgehouden.
Veertig minuten later vroeg Jeane, haar adoptiemoeder, aan Candace "Baby, do you want to be born", waarop ze antwoordde "No". Dit zou haar laatste woord zijn. Hierop reageerde Ponder "Quitter, quitter, quitter, quitter! Quit, quit, quit, quit. She's a quitter". Jeane Newmaker voelde zich afgewezen door Candace, daarom verzocht Watkins haar om de kamer te verlaten, zodat Candace niets van Jeanes leed meekreeg. Daarna werden ook de andere twee volwassenen weggestuurd, waardoor alleen zij en Ponder overbleven. Na even gepraat te hebben openden ze de lakens waar ze Candace roerloos aantroffen. Haar vingers en lippen waren blauw en ze ademde niet. Hierop reageerde Watkins met "Oh there she is, she's sleeping in her vomit". Jeane, die op een monitor meekeek, rende zo snel als ze kon de kamer in, merkte de kleur van Candace op en begon met reanimeren terwijl Watkins het alarmnummer belde. Toen paramedici tien minuten later arriveerden, vertelde McDaniel (een van de volwassenen) dat Candace vijf minuten alleen was geweest en vervolgens niet meer ademde. Toch waren de paramedici in staat haar bloedsomloop te herstellen. Ze werd per helikopter overgevlogen naar een ziekenhuis in Denver, waar ze de volgende dag hersendood werd verklaard als gevolg van verstikking.
De hele sessie van zeventig minuten en onderdelen van eerdere sessies waren opgenomen op video.

## Veroordeling
Een jaar later werden Watkins en Ponder veroordeeld wegens ernstige kindermishandeling met de dood tot gevolg. Beiden kregen zestien jaar celstraf. Brita St. Clair en Jack McDaniel, de therapeutische pleegouders, bekenden ook schuldig te zijn aan kindermishandeling en kregen tien jaar voorwaardelijk en duizend uur taakstraf. De adoptiemoeder, Jeanne Newmaker, bekende schuld aan verwaarlozing en misbruik en kreeg vier jaar voorwaardelijk. Een hoger beroep van Watkins tegen de veroordeling werd afgewezen. Watkins kwam in juni 2008 voorwaardelijk vrij. Ze werd onder intensief toezicht geplaatst en kreeg beperkte bevoegdheden in de omgang met kinderen. Ze heeft ongeveer zeven van de opgelegde zestien jaar uitgezeten.

## Effect
Het verhaal van de dood van Candace werd nieuws in de hele Verenigde Staten. De kranten bleven nieuws brengen over haar dood en het proces tegen haar therapeuten. Niet lang daarna werd het verhaal internationaal nieuws. De zaak zorgde ook voor blijvende controverse over de therapie en leidde tot Candace's Laws (Candaces wetten) in Colorado en North Carolina, waarin technieken zoals rebirthing verboden werden. Later namen het Amerikaanse Huis van Afgevaardigden en de Senaat afzonderlijke resoluties aan, die het uitvoeren van de techniek strafbaar maakten. Ook deze regels worden wel aangeduid als de Candaces wetten.

### Cultuur en media
De dood van het meisje was een inspiratiebron voor drie televisieseries: Allereerst een aflevering van Crime Scene Investigation (Overload, seizoen 2, aflevering 3) waarin een tienerjongen sterft terwijl hij herboren wordt. De twee andere waren van Law & Order: Special Victims Unit in de afleveringen Cage en Born Again.
In maart 2017 verscheen een Let's Play op YouTube van een niet-bestaande game genaamd "Petscop". Verschillende mensen op reddit deelden hun theorieën over de game. De meest gangbare theorie linkte Petscop en Candace Newmaker aan elkaar. Zo komen de namen "Newmaker", "Tiara", "Belle" (de favoriete pop van Candace) terug, alsook de woorden "quitter", "rebirth(ing)" en de vraag "Do you remember being born?". Later zou duidelijk worden dat deze referenties werden gebruikt als een thematisch aspect, in plaats van dat het verhaal letterlijk naar de zaak zou verwijzen.